# 林强 (1969年)
林强（1969年5月—），男，河北青龙人，中华人民共和国政治人物，中国共产党党员。毕业于沈阳师范大学、辽宁大学。曾任中共铁岭市委副书记、铁岭市人民政府市长。2014年9月，因涉嫌“严重违纪违法”，遭到中纪委调查。2015年2月9日，被开除党籍。

## 生平
1988年9月，考入沈阳师范学院数学系，1991年8月毕业。毕业后，在沈阳市新城子区74中学担任一名普通教师，同时在辽宁大学中文专业学习。1995年1月，任沈阳市新城子区119中学校长、党支部书记。1995年10月，任共青团沈阳市新城子区委副书记。1997年10月，陆续担任新城子区虎石台镇党委副书记、镇长；新城子区委常委、区委办公室主任（1998年到2002年，曾在沈阳师范大学教育管理专业读书）。2002年8月，任共青团沈阳市委书记、党组书记（期间，曾担任阜新市政府副市长）。2006年9月，任中共辽中县委副书记、代县长。后任中共辽中县委副书记、辽中县人民政府县长，沈阳近海经济区管委会主任，沈阳保税物流园区管理委员会主任、党组书记。2010年4月，任沈阳市城市建设管理局局长。2011年4月，任中共沈阳市和平区委副书记、区长。2012年5月，任中共和平区委书记。2013年2月，任中共铁岭市委副书记。2013年7月，任中共铁岭市委副书记、铁岭市人民政府市长、党组书记。

### 落马
2014年9月，因涉嫌“严重违纪违法”，遭到中纪委调查。2015年2月9日，被开除党籍。
中纪委宣布林强“利用职务上的便利为他人谋取利益，收受巨额贿赂；贪污公款；在履行职责过程中，滥用职权；收受礼金。”